# Crassula lactea
Crassula lactea és una espècie de planta suculenta del gènere Crassula de la família de les Crassulaceae.

## Descripció
És una de les suculentes de cultiu més boniques, que va ser introduïda al cultiu el 1774 pel senyor Masson del cap de Bona Esperança. El nom es refereix a les flors en forma d'estrella, de color blanc llet, amb perfums dolços, que, quan hi ha una bona massa junts, són impressionants.
Crassula lactea és un petit arbust perenne, poc ramificat des de la base, flexuós, de 30 a 60 cm d'alçada. Tota la planta és llisa.
La tija és corbada, procumbent, escabrosa. Branques de fins a 40 cm de llarg, amb les fulles velles no caduques.
Les fulles són sèssils, creuant-se per parelles, gruixudes, carnoses, coriàcies, estretes-obovades, fins a oblanceo-tardanes, estretes i connates a la base al voltant de la tija, de 30 a 50 mm de llarg, 15 a 25 mm d'ample, planes i convexes a banda i banda, glabres, generalment de color verd apagat, amb una fila de punts blancs tant per sobre com per sota just al marge. Marge dur, sencer i sovint groguenc.
Les inflorescències en cimes, des de la punta de cada brot madur, panícula oblonga, formada per moltes branques oposades cimoses. Peduncle de 40 a 100 mm de llarg, pelut.
Les flors són perfumades, de color blanc, amb boniques anteres de color rosa. 5 lòbuls de calze molt curts, carnosos d'1,5 a 3 mm de llarg, lanceolats, punxeguts, fins a gairebé teretes a les puntes, quillats, glabres, de color verd. Corol·la en forma d'estrella, fusionada a la base per 0,5 a 0,8 mm, de color blanc o blanc trencat i de vegades tenyida de vermell cap als àpex. Lòbuls lanceolats a lineals-lanceolats, de 5 a 8 mm de llarg, molt aguts, mucronats i lleugerament còncaus, d'un nervi, que s'estenen en angle recte als pedicels quan estan totalment oberts. Floreix a l'hivern, de maig a juliol (desembre a març a l'hemisferi nord).

## Distribució
Planta endèmica de les províncies del Cap Occidental i del Cap Oriental, de Sud-àfrica, des de prop de Mosselbaai fins a East London, essent localment comuna entre Port Elizabeth i East London. Creix a l'ombra d'arbusts o arbres associats a afloraments rocosos, sovint a la vegetació de matolls del riu Great Fish.

## Taxonomia
Crassula lactea Soland. va ser descrita per Daniel Carl Solander i publicada a Hortus Kewensis; or, a Catalogue of the Plants Cultivated in the Royal Botanic Garden at Kew. London. 1: 396 (1789).
Etimologia
- Crassula: nom genèric que prové del llatí crassus, que significa 'gruixut', en referència a les fulles suculentes del gènere.
- lactea: epítet llatí que significa 'lletosa', en referència al color blanc de les flors.

Sinonímia
- Crassula lactea Sol.
  - Toelkenia lactea (Sol.) P.V.Heath
- Crassula lactea f. variegata hort.